# 列寧勳章
列寧勳章（俄语：Орден Ленина）是蘇聯最高等級的國家勳章，命名是為了紀念俄羅斯十月革命領導人列寧。此勳章在1930年4月6日由苏联中央执行委员会主席团发布命令设立，授予在社会主义建设和国防中建立特殊功勋的个人、集体、机关、社会团体、部队或城市。到蘇聯解體為止，共頒發了431,418枚。

## 設立
1926年7月8日，列维切夫提出设立列宁勋章，以奖励那些在「革命运动、工作实践、保卫社会主义国家、增进人民之间友谊、促进和平等活动中，建立了突出功绩、为国家和社会做出卓越贡献的单位和个人」。1930年4月6日，苏联中央执行委员会发布命令，正式设立列宁勋章。命令中规定，列宁勋章的颁发条件为：
- 在苏联经济、科学技术、社会文化方面取得了杰出功绩和成就，或显著提高了工作效率及质量
- 促进了苏联人民的团结和友好
- 在保卫社会主义祖国、增强苏联国防能力方面做出了突出贡献
- 做出了卓著的革命行为或在国家、社会及政治活动中表现突出
- 在促进苏联和其他国家人民的团结友谊方面做出突出贡献
- 在促进社会主义合作、发展国际共产主义运动及人民解放运动中，或为维护和平、民主和社会主义秩序的斗争中表现优异
- 为苏联国家和社会做出其他卓越贡献
- 服役年满25年的军官。（1944年6月4日到1957年9月14日）

## 頒授情況
在1930年5月23日，第一枚列宁勋章授予了共青团真理報编辑部集体，以表彰他们为社会主义建设所做出的卓越贡献。鲍里斯·安尼斯莫维奇·洛伊泽曼是列宁勋章的第一名个人获得者，以嘉許他在精简和改革政府工作制度过程的突出貢獻。在1934年4月16日，苏联最高苏维埃主席团決定，獲得苏联英雄及社會主義勞動英雄稱號者，也會被授予列宁勋章。另外，獲頒此勳章的集体、机关、工廠、軍事學院、部隊均可將「獲得某次列宁勋章」加進其正式名稱中。在二战爆发前，已有约6500人获得了列宁勋章。
1941年6月22日，蘇德戰爭爆發，列宁勋章的颁发也就日益增多。二战期间，约有41000人获得列宁勋章。另有207个军事单位也获得了这一荣誉，這些军事单位会在他们的旗帜上添加勋章的图案。从1944年6月4日到1957年9月14日，凡是服役年满25年的军官都可以获得列宁勋章。从50年代初开始，此勋章開始頒授予公民，這使苏联最后40年間，列宁勋章頒發了超过了36万枚。

## 著名獲獎者
许多苏联高级将领曾数次获得列宁勋章，如苏联元帅巴格拉米扬、勃列日涅夫、布琼尼、华西列夫斯基、索科洛夫斯基、航空设计师图波列夫和伊留申等，都曾8次荣获列宁勋章，苏联元帅朱可夫获得过9次。目前已知获得次数最多的人是曾任蘇聯國防部長的苏联元帅乌斯季诺夫，总计获得过11枚列宁勋章。
除蘇聯公民或機構外，外國公民也可獲頒此勳章。前五個外國的受獎者是一個德國專家與四個美國專家，其中一個受獎者是於1932年5月17日受獎的法蘭克·布郎諾·哈尼（Frank Bruno Honey），此五人是因為在1931年至1934年協助蘇聯工業與農業的重建而獲獎。兩位美國的航空機械技師，克萊德·阿哈爾德與威廉·拉蒂默·拉弗利，因為參與輪船切柳斯金號（Челюскин）的搜救行動，於1934年9月10日獲獎。
唐铎是唯一一位获奖的中国人，他曾在苏联空军服役，1944年7月参加巴格拉季昂行动第二阶段明斯克攻势荣获此奖。

### 引用
1. ↑  "One American, Frank Bruno Honey, received the Order of Lenin for his work." Dana G. Dalrymple, The American Tractor Comes to Soviet Agriculture: The Transfer of a Technology, Technology and Culture, Vol. 5, No. 2 (Spring, 1964), pp. 191-214
2. ↑  （俄文） Order of Lenin - history of establishment, evolution and varieties （页面存档备份，存于） by Valery Durov
3. ↑  The Junior Aircraft Year Book, 1935, p.8